# Tremblant tourbeux
 (mai 2014).

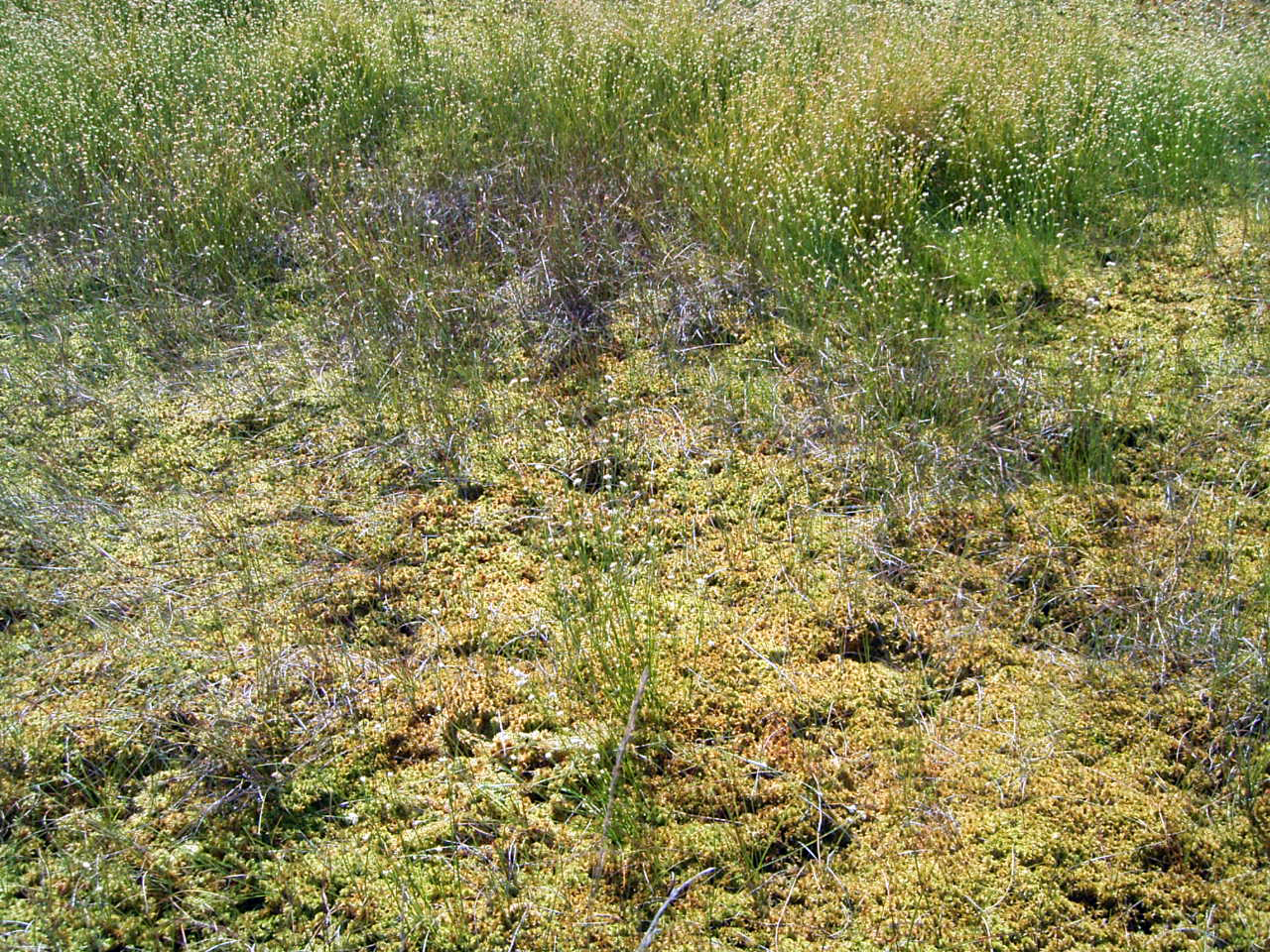
Tremblant tourbeux sur tourbière en terre, Allemagne.

Le tremblant tourbeux est, dans une tourbière de transition ou tremblante, une zone de pelouse flottante composée de radeaux végétaux flottant à la surface de l'eau, qu'ils masquent parfois totalement. 
Ce sont également des types d'habitat où l'on trouve des tapis flottant formés par des entrelacs de rhizomes où croissent sphaignes et cypéracées qui tremblent sous le poids, d'où le nom de tremblant. Les tremblants se forment en colonisant les étangs ou les mares.